# Elena Espinosa
María Elena Espinosa Mangana (ur. 21 marca 1960 w Ourense) – hiszpańska polityk i ekonomistka, parlamentarzystka, minister rolnictwa, rybołówstwa i żywności (2004–2008) oraz minister środowiska, obszarów wiejskich i gospodarki morskiej (2008–2010).

## Życiorys
Absolwentka ekonomii i zarządzania przedsiębiorstwem na Universidad de Santiago de Compostela. Pracowała m.in. w szpitalu Xeral w Vigo i w miejskim biurze zajmującym się promocją przemysłu. W latach 1988–1996 była prezesem miejskiego portu. Od 1998 do 2004 zajmowała stanowisko dyrektora finansowego i administracyjnego w grupie stoczniowej Rodman.
Działaczka PSdeG-PSOE, regionalnej organizacji Hiszpańskiej Socjalistycznej Partii Robotniczej w Galicji. W kwietniu 2004 została ministrem rolnictwa, rybołówstwa i żywności w pierwszym rządzie José Luisa Zapatero. W kwietniu 2008 w drugim gabinecie dotychczasowego premiera stanęła na czele nowo utworzonego resortu środowiska, obszarów wiejskich i gospodarki morskiej, którym kierowała do października 2010. W latach 2008–2011 była posłanką do Kongresu Deputowanych IX kadencji.
W marcu 2012 bez powodzenia ubiegała się o przywództwo w PSdeG, przegrywając wybory na sekretarza generalnego partii. Zrezygnowała wówczas z aktywności politycznej, powracając do pracy w grupie Rodman.
Odznaczona Krzyżem Wielkim Orderu Karola III (2010).